# Mitsi-Schule
Die Mitsi-Schule oder Handelsschule Mitsi (griechisch Εμπορική σχολή Μιτσή Emporikí Scholi Mitsí) ist ein handelswirtschaftliches Gymnasium in der Gemeinde Lemithou in der geografischen Region des Marathasa-Tals im zypriotischen Bezirk Limassol.

## Geschichte
Die Handelsschule wurde 1912 von Demosthenes Mitsis gegründet, der sie mit einem beträchtlichen Geldbetrag ausstattete, damit sie aus eigenen Mitteln unterhalten werden konnte. Die Schule dauerte zunächst vier Jahre, und ihre Schüler wurden in Englisch, Rechnungswesen, Handelsrechnen, Handelsrecht und Handelskorrespondenz unterrichtet. Das Niveau der Ausbildung war hoch, so dass die Absolventen relativ leicht im öffentlichen Dienst eingesetzt werden konnten. Dies trug dazu bei, dass die Schule einen guten Ruf erlangte.
1939 wurde die Schuldauer auf fünf und 1955 auf sechs Jahre verlängert und der Griechischunterricht verstärkt. Ab 1959 konnten auch Mädchen die Schule besuchen, was die ursprünglich bis dahin geltende Regelung nicht zuließ. 1960, nach der Unabhängigkeit Zyperns, übernahm die Schule die von der griechischen Gemeindeversammlung festgelegten Lehrpläne. 1962 wurde die Schule vom griechischen Ministerium für Bildung und Religion als gleichwertig mit den öffentlichen griechischen Gymnasien anerkannt, bis sie 1970 schließlich zu einer öffentlichen Schule erklärt wurde. Seit 1993 wird sie nur noch als Gymnasium betrieben.
Durch die Bürgerunruhen, die die Dörfer von Marathasa heimsuchten, ging die Zahl der Schüler zurück. Auf Initiative des Ministeriums für Bildung und Kultur wurde 1999 das „Umweltbildungszentrum Lemithou“ gegründet, das mit erheblicher finanzieller Unterstützung durch den Vorstand der Mitsi-Schule betrieben wird und zur Förderung des Umweltbewusstseins bei den Schülern der Schulen in Lemithou beiträgt.